# レイ・タナヒル
レイ・タナヒル（Reay Tannahill、1929年12月9日 - 2007年11月2日）は、イギリスの歴史家、ノンフィクション著作家、小説家であり、おそらく2つのノンフィクションベストセラー書籍『食物と歴史』と『セックス・イン・ヒストリー』の著者として最もよく知られている。

## 生涯
レイ・タナヒルは、1929年12月9日にスコットランドのグラスゴーで生まれ、そこで育った。彼女はショーランズ・アカデミーで教育を受け、グラスゴー大学で歴史学の修士号を取得した。 